# Porpliszcze (przystanek kolejowy)
Porpliszcze (biał. Порплішча, ros. Порплище) – przystanek kolejowy w miejscowości Porpliszcze, w rejonie dokszyckim, w obwodzie witebskim, na Białorusi. Położony jest na linii Połock - Mołodeczno.